# غلين كيرتز
غلين كيرتز (بالإنجليزية: Glenn Kurtz)‏ هو موسيقي أمريكي، ولد في 1962 في روسلين في الولايات المتحدة.